# سایدوالز
 ساید والز (انگلیسی: Sidewalls, اسپانیایی: Medianeras‎) یک فیلم درام کمدی آرژانتینی به کارگردانی گوستاوو تارتو (Gustavo Taretto) است.

## بازیگران
- خاویر Drolas - مارتین
- پیلار لوپز دی ایالا - ماریانا
- Inés Efron - Ana
- آدریان ناوارو - لوکاس
- رافائل فرو - رافا
- کارلا پترسون - مارسلا
- جورج لانتا - Médico
- آلن پاول - دوست پسری ماریانا